# Service ferroviaire métropolitain de Bari
Le Service ferroviaire métropolitain de Bari est le réseau de trains de banlieue de la ville de Bari, en Italie. Ouvert en 2008, il comprend deux lignes, reliant la gare centrale avec la banlieue de San Paolo et avec Bitonto.
Les lignes ont été nommées FM1 et FM2. Le système est en cours de prolongement, avec la construction de la ligne FM3.

## Réseau actuel
Les lignes sont gérées par la société Ferrotramviaria. On y utilise les rames ELT 200 (type Alstom Coradia).

## Projets
|     | Trajet                   | Ouverture | Longueur | Notes           |
| --- | ------------------------ | --------- | -------- | --------------- |
| FM1 | Gare Centrale ↔ Ospedale | 2008      | 9,3 km   |                 |
| FM3 | Gare Centrale ↔ Bitritto |           | 13,0 km  | en construction |